# استانیسلاو پتروف

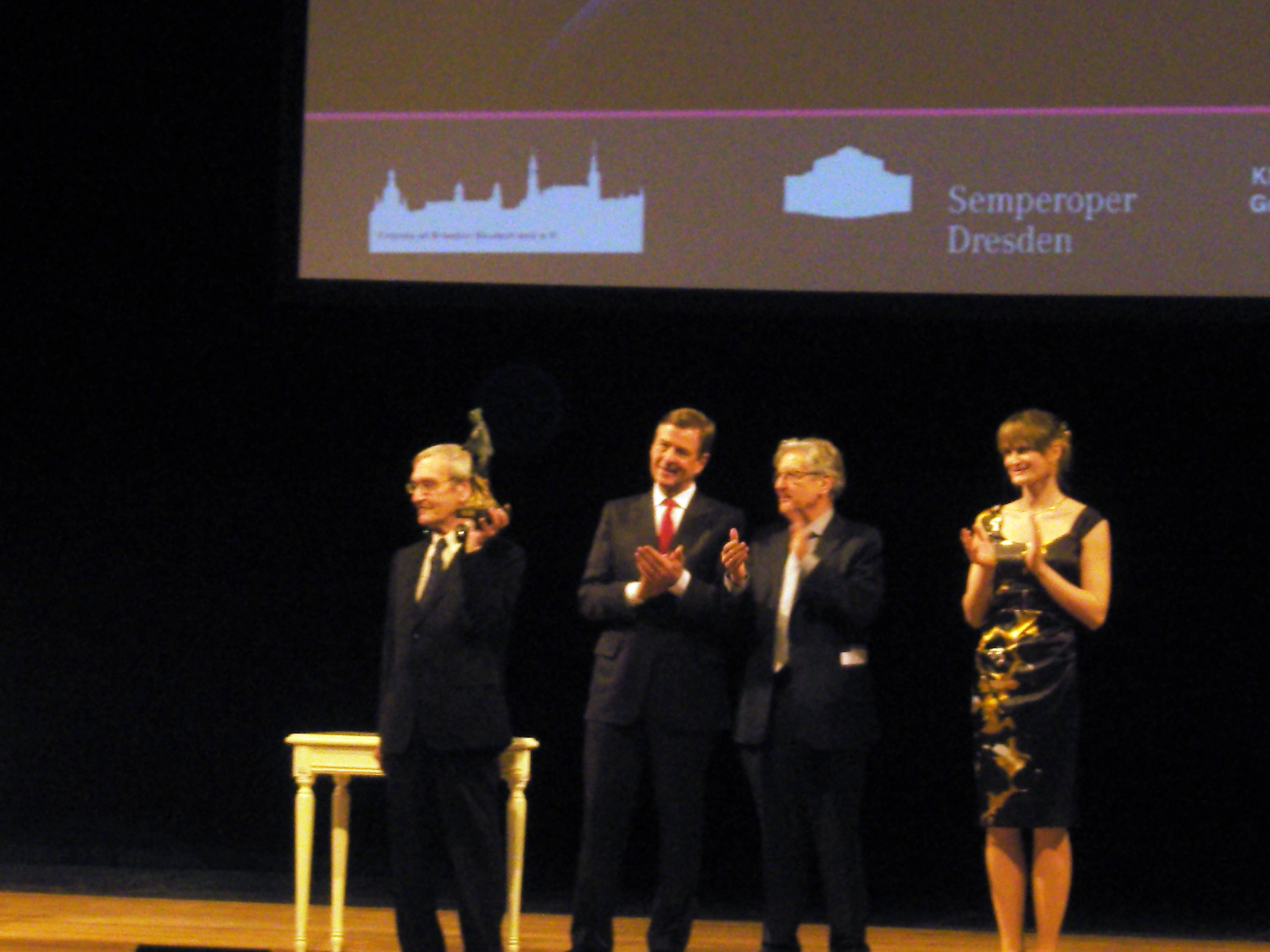
استانیسلاو پتروف در سال ۲۰۱۳

استانیسلاو پتروف (روسی: Станислав Петров؛ ۹ سپتامبر ۱۹۳۹–۱۹ مه ۲۰۱۷) نام درجه‌دار روسی بازنشسته‌ای است که در ۲۶ سپتامبر ۱۹۸۳ با تسلط بر اعصاب خود از «پاتک» اتمی اتحاد جماهیر سوسیالیستی شوروی در برابر ایالات متحده آمریکا جلوگیری کرد. این پاتک می‌توانست با حجم بسیار کلان محاسبه و پیش‌بینی شده «برنامه ضد حمله موشکی» روس‌ها، به نابودی نسل بشر بینجامد.

## شرح حادثه
در تاریخ ۲۶ سپتامبر ۱۹۸۳ او افسر ارشد در مقر کنترل سیستم‌های رادار ماهواره ای و فرماندهی فاز یکم تأسیسات موشکی روسیه در ۵۰ کیلومتری مسکو واقع در سرپوخوف بود. او به یکباره متوجه می‌شود که رایانه‌ها گزارش حمله یک موشک اتمی آمریکایی را روی صفحه آورده‌اند. استانیسلاو پتروف با تعجب فکر می‌کند، این امر ممکن نیست که آمریکا فقط با یک موشک به روسیه حمله کند. پس از چند دقیقه پرش موشک دوم، سوم، چهارم و پنجم گزارش می‌شود. افسر (ارتش) کارکشته باز هم با تسلط به اعصاب خود باور نمی‌کند که حمله‌ای در کار باشد و «دکمه قرمز» را نمی‌فشارد که در حقیقت عامل یک سلسله عملیات زنجیره‌ای ضد حمله در کاخ کرملین می‌شد. او گوشی را برداشت و به ستاد ارتش شوروی زنگ زد و به جای این که شلیک موشک‌ها از سمت آمریکا را بگوید گفت که سیستم‌های رایانه‌ای اشکال پیدا کرده‌اند.
پتروف می‌گوید: در آن لحظات با یک چشم میهن خود را می‌دیدم که با خاک یکسان شده و با چشم دیگر دنیایی را که دیگر جانداری در آن زندگی نمی‌کند. پتروف همچنین گفت که «۲۳ دقیقه» نفس گیر را سپری کرده و پس از آن به تشخیص خود مطمئن شده‌است که حمله اتمی در کار نبود.

## پس از ماجرا
چندی بعد کشف شد که نرم‌افزار ماهواره‌های روسی اشتباه بزرگی می‌کنند و بازتاب یا شکست نور خورشید را پس از برخورد با ابر‌های سفید، برابر الگوی نور دریافتی پس از برخاستن موشک‌های مجهز به کلاهک اتمی تعبیر کرده و اشتباهاً آن را حمله موشکی گزارش می‌کنند. عامل این پیش‌آمد، ماهواره‌های روسی، از رده «کاسموس ۱۳۸۲» شناخته شدند که پایگاه موشکی نیروی هوایی آمریکا، به نام «Malmstrom Air Force Base»، واقع در مونتانا را رصد کرده بودند.

## سرنوشت استانیسلاو پتروف
در رابطه با سرنوشت استانیسلاو پتروف گفته‌های متفاوت هست. برخی می‌گویند که او نه تشویق و نه تنبیه شد و برخی دیگر حکایت از این دارند که او سخت تنبیه شد چون طبق دستورهای نظامی عمل نکرده بود. او پس از یک سال بازنشست شد ولی پس از چندی به عنوان خدمه غیرنظامی به پایگاه خود بازگشت. او سال‌ها بعد به بهانه «دلایل دیگری» بخاطر شجاعتش مورد تشویق قرارگرفت. عمل انسان دوستانه استانیسلاو پتروف تا سال ۱۹۹۸ مخفی نگهداشته شد. سازمان «Association of World Citizens» واقع در سانفرانسیسکو در سال ۲۰۰۴ نشان «World Citizen Award» را به همراه ۱۰۰۰ دلار در مسکو به پتروف اهداء کرد. در سال ۲۰۰۶ این مراسم در مقر سازمان ملل متحد در نیویورک تکرار شد.

## درگذشت
پتروف در ماه مه ۲۰۱۷ میلادی در خانه‌اش در مسکو درگذشت اما خبر آن چندماه بعد در سپتامبر ۲۰۱۷ منعکس شد.